# ماهواره عملیاتی زیست‌محیطی زمین‌ایستا

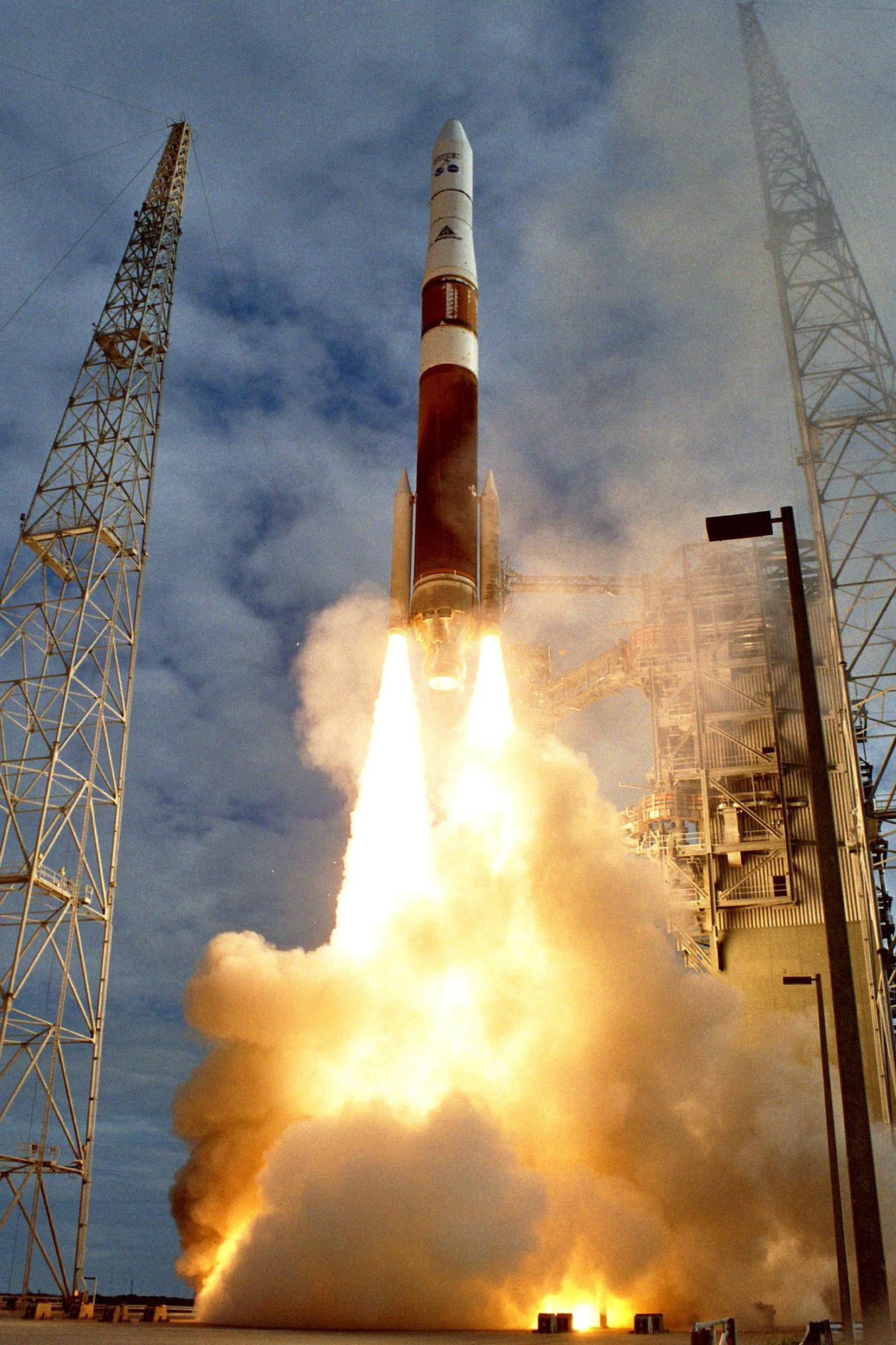
ماهواره گوئس ان (GOES N)

سامانه ماهواره عملیاتی زیست‌محیطی زمین‌ایستا (انگلیسی: Geostationary Operational Environmental Satellite) که به اختصار گوئس (GOES) نامیده می‌شود، مجموعه‌ای از ماهواره‌های پیشرفته هواشناسی است که توسط سرویس ملی ماهواره، داده و اطلاعات زیست‌محیطی ایالات متحده آمریکا (NESDIS) مدیریت می‌شود و به پیش‌بینی وضع هوا، ردیابی و پایش توفان‌های بزرگ و پژوهش‌های هواشناسی می‌پردازد. فضاپیما و عناصر زمینی این سامانه در ارتباط با هم و در جهت تهیه پیوسته تهیه داده‌های محیط زیست به فعالیت مشغول است. خدمات هواشناسی ملی ایالات متحده آمریکا (NWS) و خدمات هواشناسی کانادا از سامانه گوئس برای پایش وضعیت هوای آمریکای شمالی و عملیات پیش‌بینی آن و پژوهش‌های هواشناسی به‌منظور درک بهتر واکنش‌های میان زمین، جو زمین، اقیانوس و اقلیم استفاده می‌کنند.
سامانه گوئس از ماهواره‌های زمین‌آهنگ استفاده می‌کند و داده‌های آن از طریق نرم‌افزار اسپداس قابل دسترسی است.

## نگارخانه

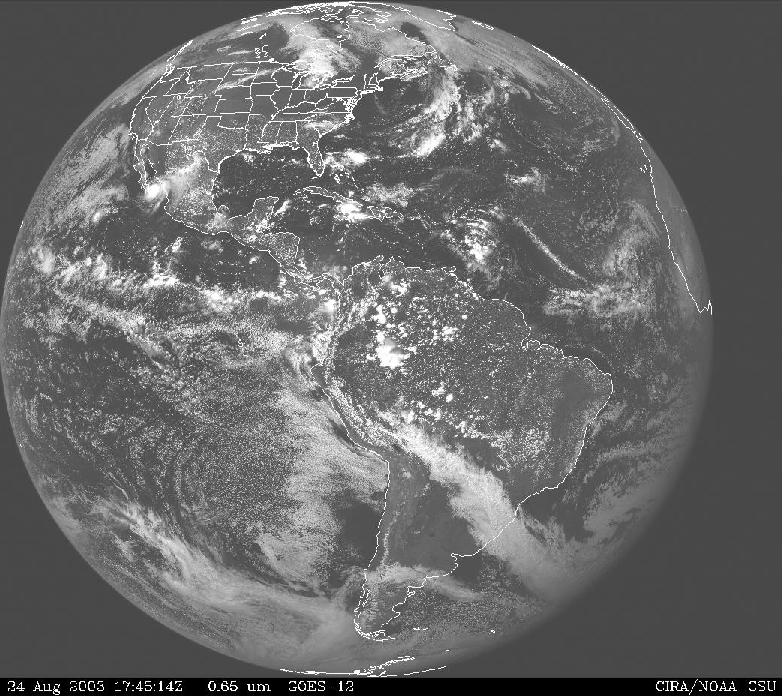
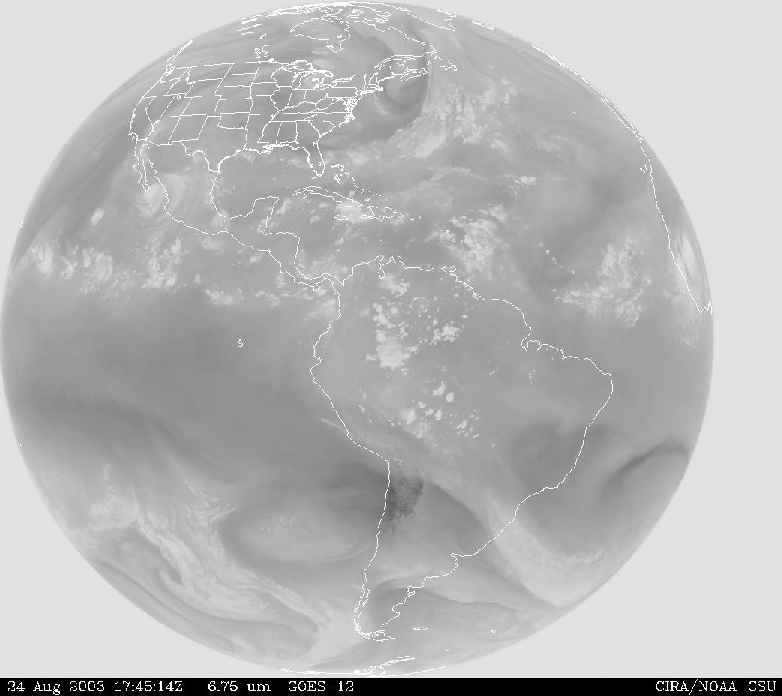